# Нагрудный знак

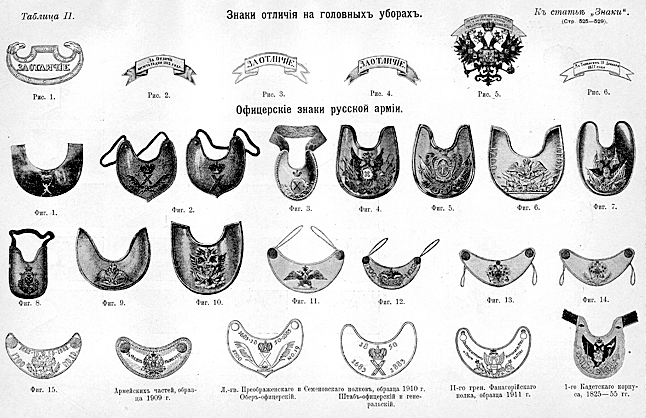
Рисунок из статьи «Знаки»
(«Военная энциклопедия Сытина»)

Нагру́дный знак (уменьш. значо́к) — небольшой знак из металла, пластика, стекла, фарфора (керамики), композиций из этих материалов, других материалов с нанесённым изображением и (или) надписью, предназначенный для ношения на груди одежды человека.
Нагрудный знак обычно обозначают принадлежность к какой-либо группе людей или посвящены какому-либо событию или месту. Знаки могут создаваться как государством, организациями, так и частными предприятиями или физическими лицами. Знаки являются предметом изучения особой науки (фалеристики). Так же называется и соответствующий вид коллекционирования. Иногда называются «значками», «медальками».

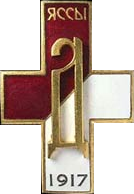
Нагрудный знак 2-го Офицерского генерала Дроздовского стрелкового полка

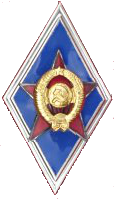
Нагрудный знак для лиц, окончивших высшие военно-учебные заведения Вооружённых Сил СССР, высших военных училищ и военных институтов

## Виды нагрудных знаков
- Нагрудные знаки, обозначающие принадлежность к группе.
  - Знак за окончание учебного заведения — знаки для лиц, окончивших среднее и высшее учебное заведение или имеющих учёную степень. Могут быть знаки о получении среднего специального образования и за окончание вуза (так называемый «ромбик», «поплавок» — институтский, университетский, академический значок) и для определённого вуза. В СССР знаки за окончание учебного заведения могли быть изготовлены цельными (одним штампом) или же с применением накладных элементов. Обязательным было присутствие герба СССР и эмблема принадлежности учебного заведения. Ромб или шестиугольник имел основное поле определённого цвета (цветная эмаль) и кант, залитый белой эмалью. Исключение составляли только военные академии, училища и институты — эти знаки имели металлический кант (широкий кант без использования эмали). Цвет основного поля знака определял ранг или специализацию учебного заведения.
  - Нагрудные знаки организации. В Российской империи были знаки благотворительных обществ (например, императорского человеколюбивого общества). В СССР свои знаки были у ДСО, а октябрята носили значок в виде пятиконечной звезды с изображением Ленина в детские годы.
  - Нагрудные знаки, обозначающие принадлежность к группе лиц, совершивших какое-либо действие. Например, знак для совершивших 100 прыжков с парашютом, ГТО, ВС, альпинист, турист.
- Нагрудные знаки отличия — награды, которые не являются ни орденами, ни медалями. В СССР различались нагрудные знаки отличия, которые прилагались к почётным званиям, и нагрудные значки. В некоторых случаях, по постановлениям союзных органов власти, нагрудные знаки отличия устанавливались на местном уровне. Так нагрудный знак «Отличник городского хозяйства Москвы» был установлен решением исполкома Московского горсовета №1410 от 10 июля 1940 года в соответствии с постановлением Совнаркома №1178 от 6 июля 1940 года.
- Должностные нагрудные знаки. В Российской империи существовали разнообразные бляхи, цепи и другие знаки, преимущественно для выборных должностных лиц (служащих по городскому общественному управлению, мировых судей и так далее. См. Присяжный поверенный).
- Воинские нагрудные знаки — нагрудный знак как часть формы военнослужащих. Может быть наградой или обозначать воинское звание. В Российской империи существовали офицерский знак как часть формы офицера и полковые нагрудные знаки для офицеров и солдат конкретных воинских частей[1].
- Нагрудные знаки, посвящённые какому-либо событию или месту. В СССР были отличительные нагрудные знаки «Гвардия», и знаки для военнослужащих, получивших ранения в ходе военных действий (знаки ранения).
  - Юбилейные нагрудные знаки. В Российской империи в некоторых ведомствах давались лицам, находившимся на службе во время юбилея ведомства, например, ведомства учреждений императрицы Марии.